# ケビン・アルカンタラ
ケビン・アルカンタラ（Kevin Alcántara, 2002年7月12日 - ）は、ドミニカ共和国サントドミンゴ出身のプロ野球選手（外野手）。右投右打。MLBのシカゴ・カブス所属。

## 経歴

### プロ入りとヤンキース傘下時代
2018年にアマチュア・フリーエージェントでニューヨーク・ヤンキースと契約してプロ入り。契約金は100万ドル。
2019年に傘下のルーキー級ドミニカン・サマーリーグ・ヤンキースでプロデビューし、その後ルーキー級ガルフ・コーストリーグ・ヤンキースでもプレーした。この年は2チーム合計で41試合に出場して打率.255、1本塁打、19打点の成績を記録した。
2020年は新型コロナウイルスの影響でマイナーリーグの試合が開催されず、公式戦への出場はなかった。
2021年はルーキー級フロリダ・コンプレックスリーグで開幕を迎えた。

### カブス時代
2021年7月29日にアンソニー・リゾとのトレードで、アレクサンダー・ビスカイーノとともにシカゴ・カブスへ移籍した。移籍後は傘下のルーキー級アリゾナ・コンプレックスリーグ・カブスへ送られた。この年は移籍前と合わせて2チーム合計で34試合に出場して打率.345、5本塁打、24打点の成績を記録した。
2022年はA級マートルビーチ・ペリカンズで112試合に出場して打率.273、15本塁打、85打点の成績を記録した。オフにルール・ファイブ・ドラフトでの流出を防ぐために40人枠に登録された。

## 詳細情報

### 年度別打撃成績
| 年 度    | 球 団    | 試 合 | 打 席 | 打 数 | 得 点 | 安 打 | 二 塁 打 | 三 塁 打 | 本 塁 打 | 塁 打 | 打 点 | 盗 塁 | 盗 塁 死 | 犠 打 | 犠 飛 | 四 球 | 敬 遠 | 死 球 | 三 振 | 併 殺 打 | 打 率 | 出 塁 率 | 長 打 率 | O P S |
| -------- | -------- | ----- | ----- | ----- | ----- | ----- | -------- | -------- | -------- | ----- | ----- | ----- | -------- | ----- | ----- | ----- | ----- | ----- | ----- | -------- | ----- | -------- | -------- | ----- |
| 2024     | CHC      | 3     | 10    | 10    | 1     | 1     | 0        | 0        | 0        | 1     | 0     | 0     | 0        | 0     | 0     | 0     | 0     | 0     | 1     | 0        | .100  | .100     | .100     | .200  |
| MLB：1年 | MLB：1年 | 3     | 10    | 10    | 1     | 1     | 0        | 0        | 0        | 1     | 0     | 0     | 0        | 0     | 0     | 0     | 0     | 0     | 1     | 0        | .100  | .100     | .100     | .200  |

- 2024年度シーズン終了時

### 年度別守備成績
| 年 度 | 球 団 | 右翼（RF） | 右翼（RF） | 右翼（RF） | 右翼（RF） | 右翼（RF） | 右翼（RF） |
| 年 度 | 球 団 | 試 合      | 刺 殺      | 補 殺      | 失 策      | 併 殺      | 守 備 率   |
| ----- | ----- | ---------- | ---------- | ---------- | ---------- | ---------- | ---------- |
| 2024  | CHC   | 3          | 2          | 0          | 0          | 0          | 1.000      |
| MLB   | MLB   | 3          | 2          | 0          | 0          | 0          | 1.000      |

- 2024年度シーズン終了時